# Gyermekvasút (Jereván)
A jereváni gyermekvasutat (örményül: Երևանի մանկական երկաթուղի) 1937-ben adták át a forgalomnak a Szovjetunióban. 

## Története
A gyermekvasút megépítése 1935-ben merült fel, egy év múlva letették az alapkövet a leendő Parosz állomás helyén, és 1937-ben megindult a forgalom. A Parosz állomás épülete eredetileg fából készült, Mikael Mazmanian tervezte, 1937. június 9-én adták át. A ma is álló kőépületet az 1940-es években emelték Gohar Grigorian tervei alapján.
A vasút egy gőzmozdonnyal és három személykocsival kezdte meg működését a 2,1 kilométer hosszú, keskeny nyomtávú pályán. Ez a mozdony még ma is megvan, valószínűleg Örményország legrégebbi ilyen jellegű járműve. A pálya a Hrazdan-folyó mellett és egy szurdokon keresztül halad. Tartozik hozzá egy 45 méter hosszú alagút és két állomás. Ma dízelmozdony húzza a két kocsiból álló szerelvényt. A vasút májustól októberig működik.